# Kinderspiel
Kinderspiel er en dansk børnefilm fra 2015 instrueret af Sune Kofod Maglegaard.

## Handling
Drengen Malte står og ser på sin mor og far, der skændes. Han har en voldelig fantasi, hvor han kan gøre sine forældre ondt med tankens kraft og dermed få dem til at holde op med at skændes og lægge mærke til ham.

## Medvirkende
- Malte Stein, Malte
- Sofie Alhøj, Mor
- Jakob Randrup, Far